# 古樓部落近代頭目家族世系圖
此條目為台灣排灣族古樓部落（Kuljaljau，位於今屏東縣來義鄉）自傳統領袖出走事件後、部落領袖傳承陷入混亂至今部落中的兩個最主要傳統領袖家族系統：給令系統（Giring，含古樓Tjagaran家族及Tjuleng家族）與吉羅夫敢系統（Tjiljuvekan）的世系傳承。

## 世系圖
1. ↑  張文玉，家與權：排灣族古樓村的當代政治，國立台灣大學，2015
2. ↑  許功明. . 稻鄉. 1994-05-01  [2021-06-09]. ISBN 9789579405805. （原始内容存档于2020-12-13）.